# Live at the N.E.C. (VHS)
Live at the N.E.C. è un video in formato VHS pubblicato dal gruppo inglese Status Quo nel 1982.

## Il VHS
La videocassetta documenta uno dei maggiori riconoscimenti ottenuti dagli Status Quo nella loro carriera, con la presenza dei reali inglesi Carlo e Lady Diana tra il pubblico del National Exhibition Centre di Birmingham il 14 maggio del 1982.
È in assoluto la prima volta che alcuni componenti della famiglia reale britannica si recano al concerto di una rock band.
L'evento ottiene una vastissima eco nei media britannici e, prima di essere pubblicato in videocassetta, viene trasmesso in diretta televisiva dalla BBC con un ascolto di dodici milioni di telespettatori.
Gran parte del concerto viene anche pubblicato in versione audio su disco di vinile, messo in commercio nel 1984 col medesimo titolo di Live at the N.E.C., poi ristampato nel 2006 in versione CD remasterizzata.
Del video, invece, non risultano ristampe DVD.

## Tracce
1. Caroline
2. Roll Over Lay Down
3. Backwater
4. Little Lady
5. Don't Drive My Car
6. Whatever You Want
7. Hold You Back
8. Rockin' All Over the World
9. Over the Edge
10. Big Fat Mama
11. Roadhouse Blues
12. Rain
13. Down Down
14. Bye Bye Johnny

## Formazione
- Francis Rossi (chitarra solista, voce)
- Rick Parfitt (chitarra ritmica, voce)
- Andy Bown (tastiere)
- Alan Lancaster (basso, voce)
- Pete Kircher (percussioni)